# Roggia Biraga
La Biraga è una roggia che scorre in Piemonte ed in Lombardia, attraversando le provincia di Novara e di Pavia e, per un brevissimo tratto, quella di Vercelli.

## Storia
La roggia Biraga fu realizzata per concessione il 13 febbraio 1424 della Generale Credenza della Città di Vercelli. Serviva al Consigliere Ducale Zanino Rizio o Rizzo e a Ludovico de' Tizonibus per estrarre acqua dalla Sesia per condurla a Vicolungo e a Biandrate, soprattutto per azionare i mulini.
Passata poi in proprietà di Giovanni Stefano Rizzo, la roggia prese il nome di Rizza; Rizzo, insieme a Pietro Birago, ottenne, il 4 marzo 1488 de Ludovico il Moro, la concessione di rendersi conto che unita alla Rizza formò la roggia Rizza-Biraga.
La titolarità della parte spettante al Birago passò poi al Capitolo della Cattedrale di Vigevano, che la mantenne fino all'avvento di Napoleone.

## Percorso
La Biraga nasce dalla Sesia nel territorio comunale di Carpignano Sesia, in provincia di Novara. Subito dopo l'opera di presa dal fiume Sesia, la Biraga scorre nel suo breve e unico tratto in provincia di Vercelli, in comune di Ghislarengo.

La roggia scorre in direzione sud, attraversando il comune di Vicolungo (qui attraversa dapprima il D.A.N e successivamente scorre vicinissima all'Outlet di Vicolungo, dove viene scavalcata dall'A4).

La Biraga scorre verso sud, attraversando Biandrate: qui sottopassa e riceve un contributo notevole di portata dal Canale Cavour, allargandosi notevolmente. Poco dopo, tramite un manufatto molto antico (recentemente restaurato per l'esigenza irrigua), incrocia la roggia Busca.

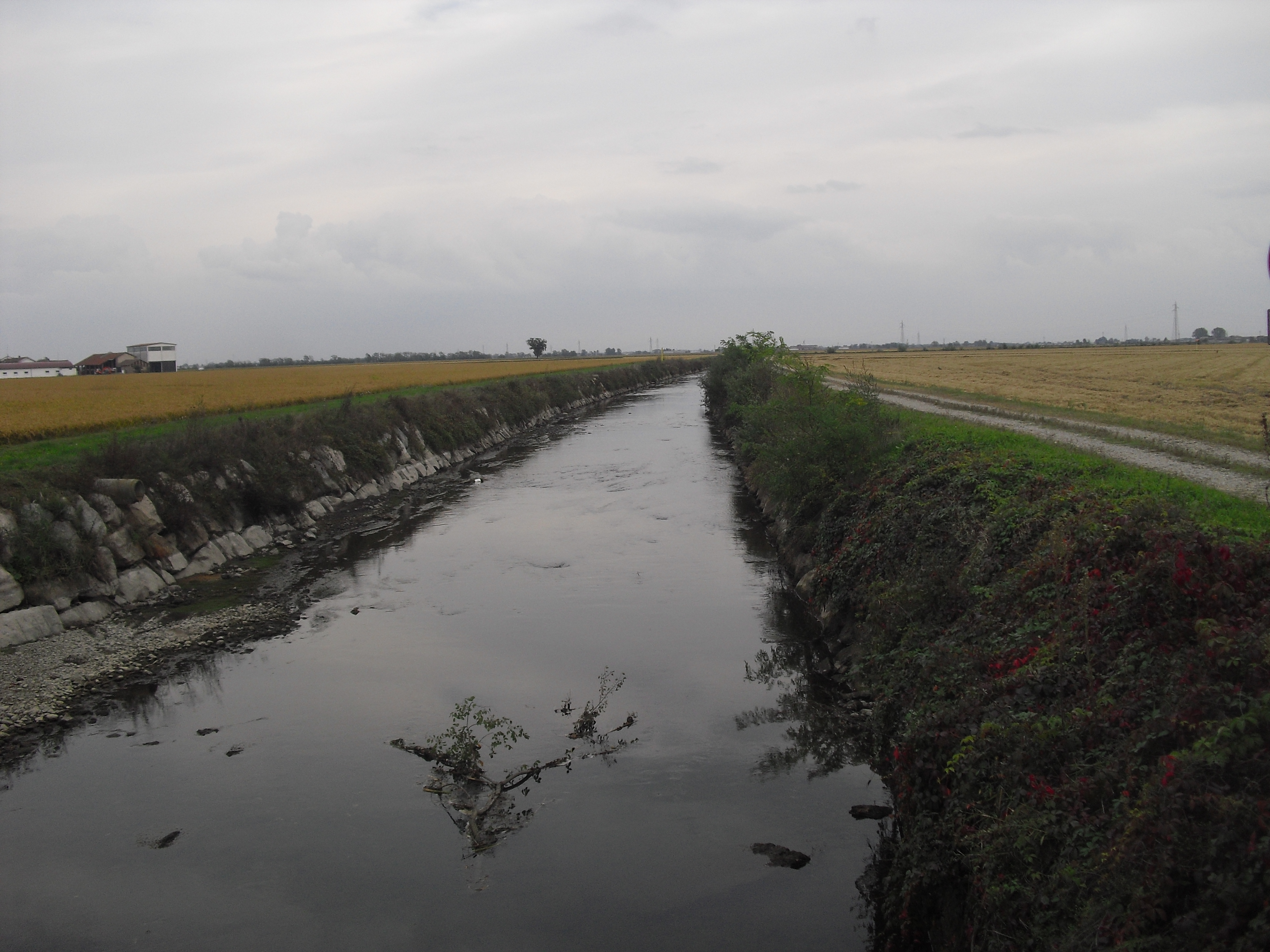
la roggia a Casalino

Entra nel territorio di Casalino, attraversa poi l'abitato di Granozzo con Monticello.
Giunge in Lombardia a Confienza dove riceve parte della portata giunge allo Scaricatore Busca-Biraga e quindi al Sesia, in territorio di Palestro. Invece la Rizzo-Biraga attraversa le campagne della Lomellina e confluisce nel torrente Agogna a Sant'Angelo Lomellina.

## Utilizzi
La Biraga, come tutte le rogge novaresi, è utilizzata principalmente per l'irrigazione delle campagne circostanti. Ultimamente, con il contributo dell'associazione d'irrigazione Est Sesia, sono state costruite diverse centrali idroelettriche.
Di seguito vengono indicate quelle più importanti: 
- Centrale idroelettrica di Novara: si trova sulla SP 11 Padana Superiore a est della città, presso Fasoli Piante.
- Centrale idroelettrica della Lobietta: prende il nome dalla cascina omonima, è ancora in costruzione.
- Centrale idroelettrica di Granozzo: si trova sulla strada per Vespolate, all'altezza del vetusto edificio dell'Ente Nazionale Risi, è ancora in progettazione.

## Pesca
La roggia è molto pescosa; nelle sue acque è presente: il barbo, la carpa, la trota, il cavedano, il persico, l'alborella, ed il vairone. Per pescare bisogna essere possessori di tessera FIPSAS.